# Chapelle Saint-Antoine de Lanrivain
La chapelle Saint-Antoine est un édifice situé à Lanrivain, en France.

## Localisation
La chapelle est située sur le territoire de la commune de Lanrivain, dans le département  des Côtes-d'Armor, en région Bretagne.

## Description
La chapelle est un édifice de la fin du XVe siècle dont le plan forme un rectangle très allongé. Porte formée d'un arc en tiers point surmonté d'un gâble plein. Une petite pièce s'ouvrant sur la nef, forme saillie sur la face nord. Disposition particulière des contreforts à pinacles sur la face est.

## Historique
La chapelle est classée au titre des monuments historiques par arrêté du 18 avril 1932.

## Galerie

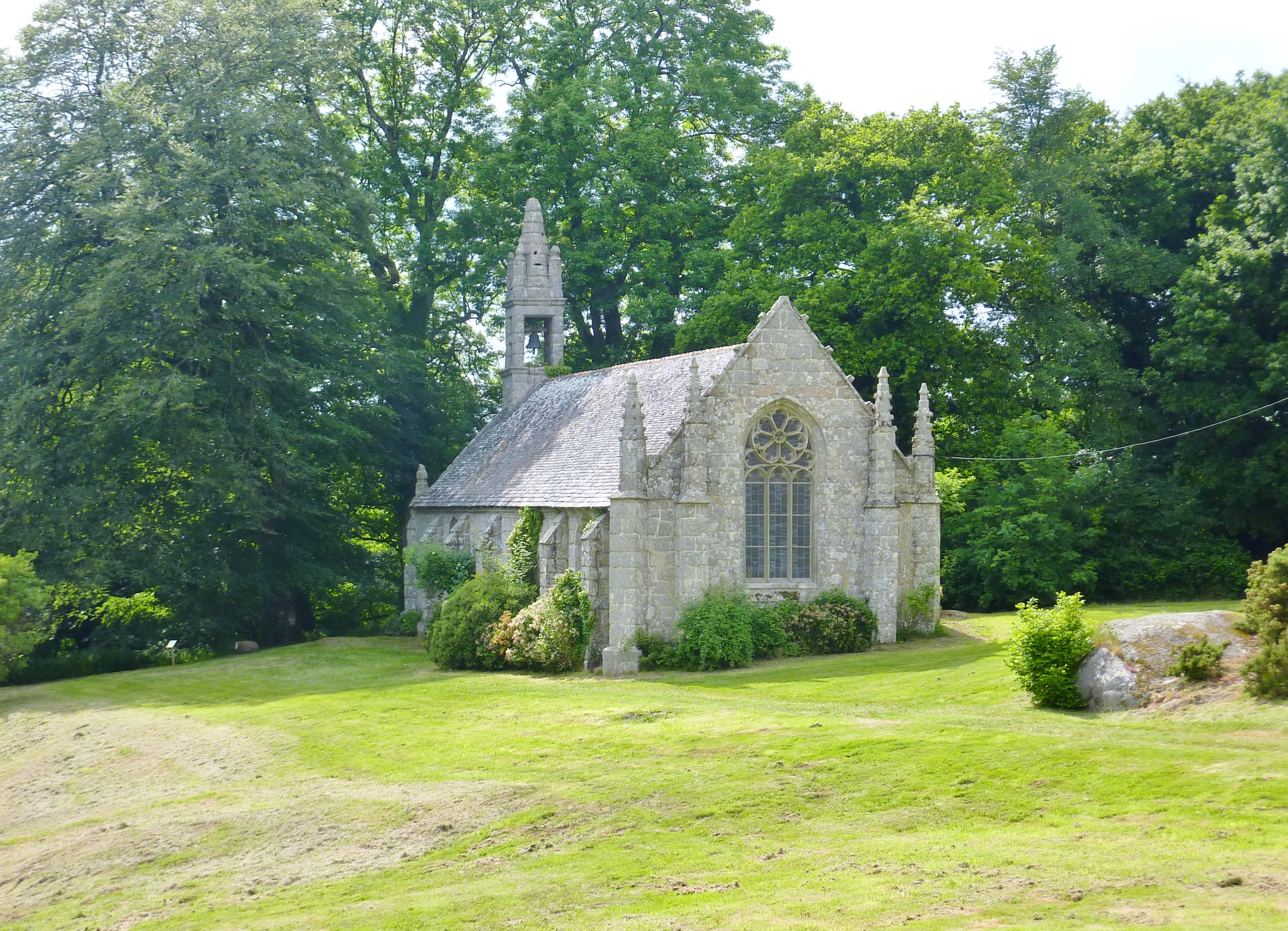
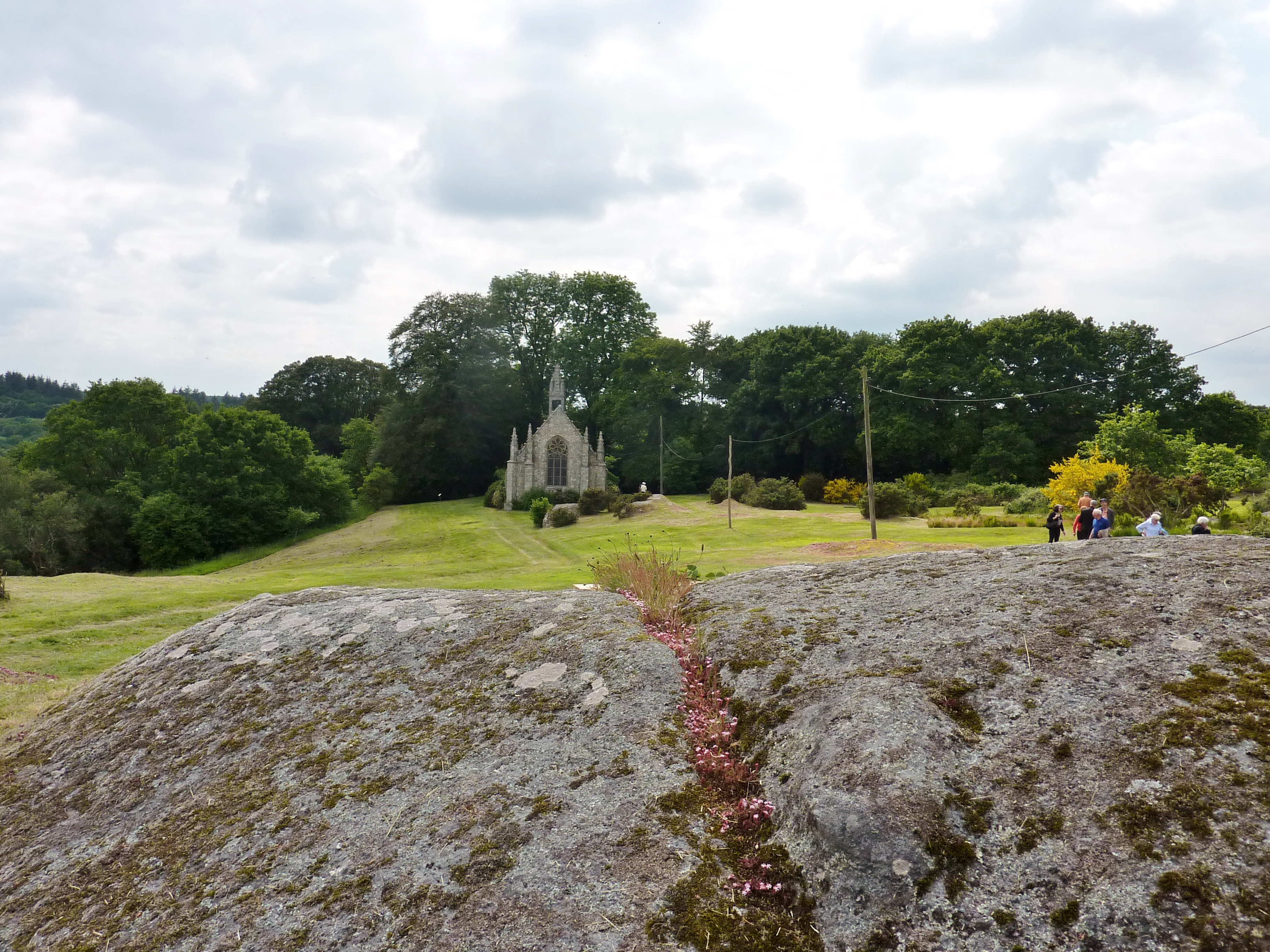
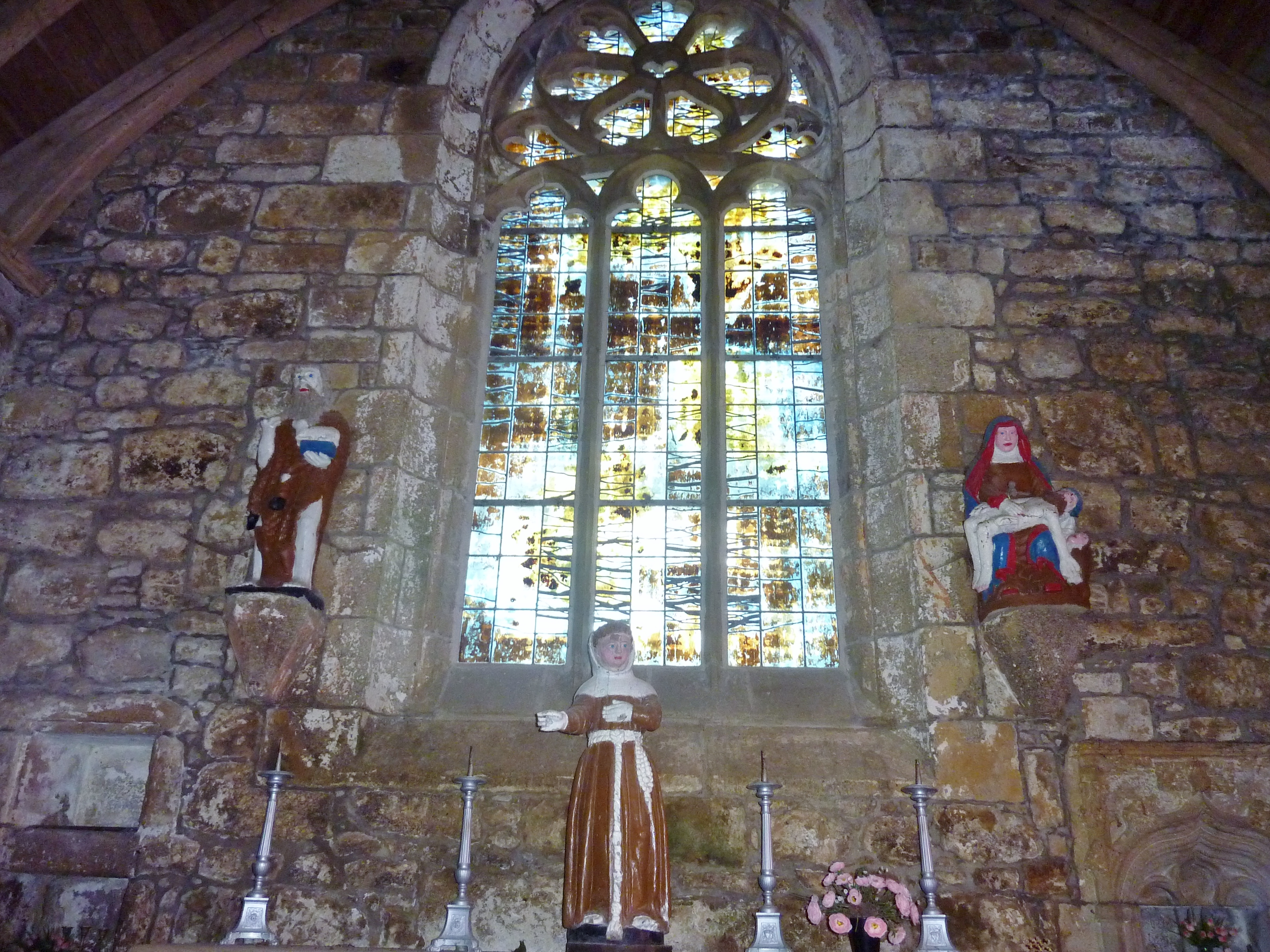